# Ластовень ласточкин
Ла́стовень ла́сточкин, или лека́рственный, также ластовень, винцето́ксикум ласточкин, змеиный корень (лат. Vincetóxicum hirundinária), — травянистое растение, вид подсемейства Ластовневые (Asclepiadoideae) семейства Кутровые (Apocynaceae), типовой вид рода Ластовень (Vincetoxicum).

## Ботаническое описание
Многолетнее травянистое растение 30—120 см высотой, с прямостоячим неветвистым стеблем, в верхней части обычно немного вьющимся.
Листья супротивно расположенные, на черешках, цельнокрайные, яйцевидно-ланцетной формы, 6—10 см длиной и 3—5 см шириной, на конце заострённые, в основании от округлых до неясно сердцевидных. Пластинка по жилкам снизу, по краям, равно как и черешок, слабо опушена.

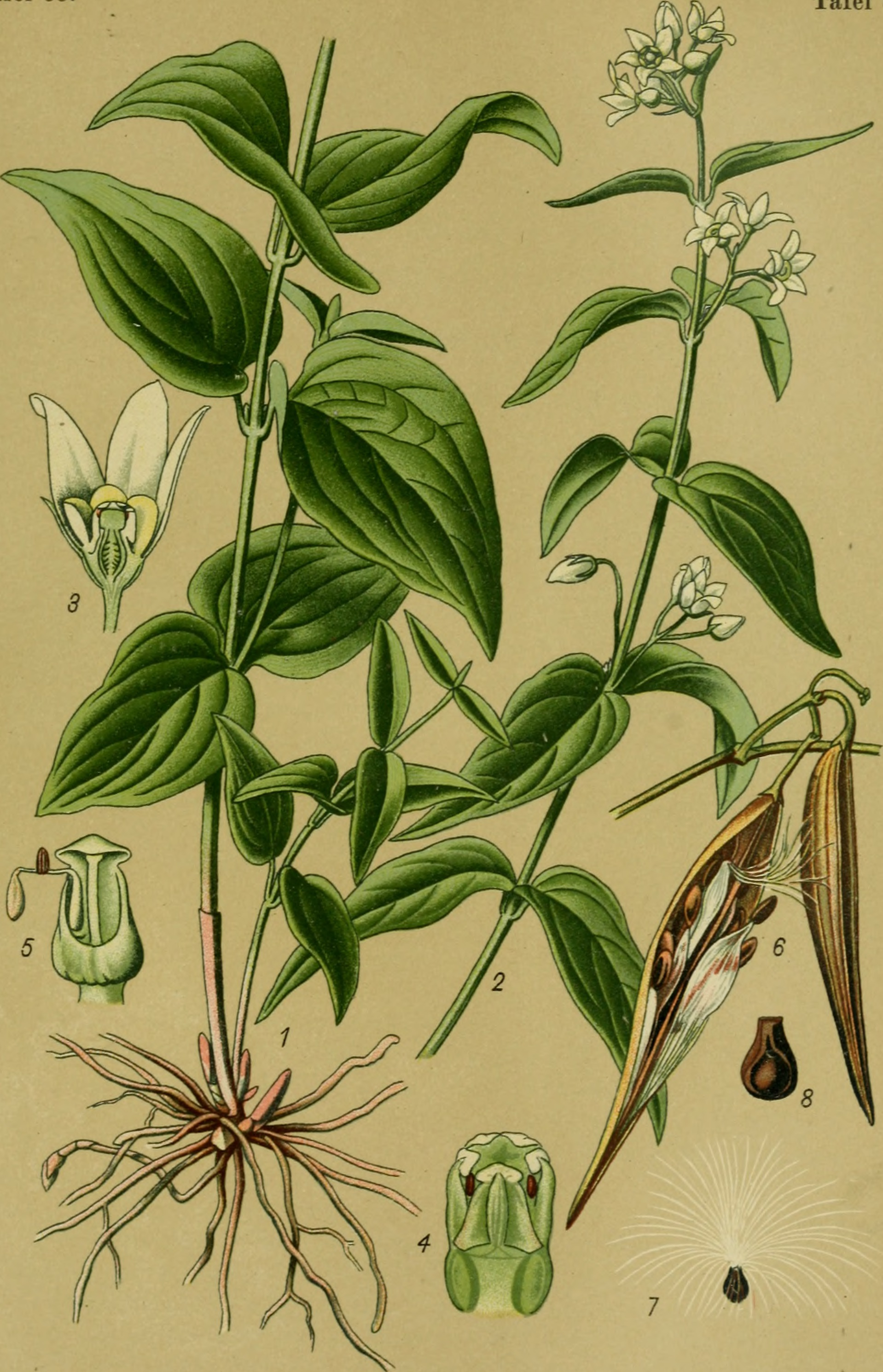
Ботаническая иллюстрация

Цветки пятичленные, до 1 см в диаметре, собраны в пазушные зонтичные соцветия. Доли чашечки узколанцетные, 2—2,5 мм длиной. Венчик колесовидный, доли его продолговатые, тупые на верхушке.
Плоды — листовки ланцетной формы. Семена бурые, с хохолком.
Как и другие ластовневые, имеет чрезвычайно сложные приспособления для опыления насекомыми.

## Распространение
Широко распространённый в Европе, за исключением северной части России, в Сибири (Тюменская, Курганская, Омская, Новосибирская области), на Кавказе, в Передней Азии вид. На востоке заходит в Алтай и Гималаи, на юге — в Африку. В качестве заносного вида встречается в Северной Америке (Онтарио, Мичиган и Нью-Йорк).

## Название
Закрепившееся в ботанике русскоязычное название рода «ластовень», а также приводимые в «Ботаническом словаре» Н. И. Анненкова (1870) варианты «ласточник», «ластовичный корень», образованы от слова «ласточка», «ластовка». Вероятно, название было образовано через заимствование лат. hirundinaria (от hirundo — «ласточка»), в настоящее время принятого в качестве видового эпитета. Это название связано с лекарственными свойствами растения.
Научное название рода vincetoxicum образовано от лат. vincere — «побеждать» и toxicum — «яд», что связано с использованием растения в качестве противоядия. Реже это название связывают с ядовитостью растения и способностью долго сохранять зелёную окраску.

## Таксономия и систематика
Диагноз вида был опубликован в 1753 году Карлом Линнеем в книге Species plantarum: Asclepias foliis ovatis basi barbatis, caule erecto, umbellis proliferis — «Asclepias с яйцевидными листьями, бородчато опушёнными в основании, с прямостоячим стеблем, с израстающими зонтиками».

### Синонимы
Номенклатурные:
- Asclepias alba Mill., 1768, nom. superfl.
- Asclepias toxicaria Salisb., 1796, nom. superfl.
- Asclepias vincetoxicum L., 1753
- Alexitoxicon officinale (Moench) St.-Lag., 1880, nom. superfl.
- Alexitoxicon vincetoxicum (L.) H.P.Fuchs, 1961
- Antitoxicum officinale (Moench) Pobed., 1952, nom. superfl.
- Cynanchum vincetoxicum (L.) Pers., 1805
- Cynanchum vulgare Pers., 1805, nom. superfl.
- Vincetoxicum album (Mill.) Asch., 1864, nom. superfl.
- Vincetoxicum officinale Moench, 1794, nom. superfl.
- Vincetoxicum vincetoxicum (L.) H.Karst., 1883, nom. illeg.
- Vincetoxicum vulgare Bernh., 1800, nom. superfl.

Таксономические:
- Antitoxicum laxum (Bartl.) Pobed., 1952
- Antitoxicum stauropolitanum (Pobed.) Pobed., 1952
- Asclepias lutea Mill., 1768
- Cynanchum laxum Bartl., 1843
- Cynanchum luteum (Mill.) Steud., 1821
- Vincetoxicum croaticum Jord. & Fourr., 1866
- Vincetoxicum laxum (Bartl.) K.Koch, 1850
- Vincetoxicum ruscinonense Timb.-Lagr., 1872
- Vincetoxicum stauropolitanum Pobed., 1951

и другие.